# تومسون ألان
تومسون ألان (بالإنجليزية: Thomson Allan)‏ (5 أكتوبر 1946 في المملكة المتحدة - ) هو لاعب كرة قدم بريطاني في مركز حراسة المرمى، شارك في كأس العالم 1974. وشارك مع منتخب اسكتلندا لكرة القدم. أما مع النوادي، فقد لعب مع نادي دندي ونادي فالكيرك ونادي هيبرنيان وهارت أوف ميدلوثيان ونادي ستيرلينغشير الشرقية وتورونتو سيتي ونادي ليفينغستون لكرة القدم.

## وصلات خارجية
- تومسون ألان على موقع الاتحاد الدولي (مؤرشف)  (الإنجليزية)
- تومسون ألان على موقع الاتحاد الإسكتلندي (الإنجليزية)
- تومسون ألان على موقع قاعدة بيانات كرة القدم.إي يو (الإنجليزية)
- تومسون ألان على موقع ناشيونال فوتبول تيمز (الإنجليزية)
- تومسون ألان على موقع عالم كرة القدم.نت (الإنجليزية)